# Vilijem
Vilijem je moško osebno ime.

## Izvor imena
Ime Vilijem je različica moškega osebnega imena Viljem.

## Pogostost imena
Po podatkih Statističnega urada Republike Slovenije je bilo na dan 31. decembra 2007 v Sloveniji število moških oseb z imenom Vilijem: 41.

## Osebni praznik
Osebe z imenom Vilijem godujejo takrat kot Viljem.